# Premio al MVP de la SPB
El Premio al MVP de la SPB es un premio anual otorgado por la Superliga Profesional de Baloncesto al jugador más destacado de la temporada regular. Entregado desde el inicio de la liga en 1974. El ganador es seleccionado por miembros de la SPB, quienes votan tras la conclusión de la temporada regular. El jugador con más votos gana el premio.
En la historia del premio, solo cinco jugadores han podido ganarlo en más de una ocasión: Al Smith, Víctor David Díaz, Ruben Nembhard, Aaron Harper y Carl Elliot. Nembhard ha sido el jugador que más veces ha ganado el premio con cuatro (4), mientras que Smith ha sido el único jugador en lograr ganar el premio en temporadas consecutivas —1987 a 1989—. Por su parte, Harper ha sido el único jugador en ganar el premio MVP tanto de la temporada como de la final —2014—.
Los jugadores de Gaiteros del Zulia han sido los que más veces han ganado el premio, con un total de ocho (8), desde que Michael Britt consiguiera el primero en 1984.
Motivado a la fusión de la LPB y de la SLB, la junta directiva acordó unificar todas las estadísticas, récords y campeonatos del baloncesto profesional venezolano: Liga Especial, Liga Profesional de Baloncesto, Superliga de Baloncesto, Copa LPB y Copa Superliga.

## Ganadores
|             | Su equipo se proclamó Campeón de la SPB esa misma temporada.         |
|             | Jugador que obtuvo el MVP de las Finales el mismo año.               |
| Jugador (#) | Indica las veces que el jugador ha sido galardonado con este premio. |

| Temporada | Jugador                       | Pos.     | Nacionalidad          | Equipo                                                  |
| --------- | ----------------------------- | -------- | --------------------- | ------------------------------------------------------- |
| 1974      | Robert Lewis                  | A        | Estados Unidos        | Colosos de Carabobo                                     |
| 1975      | James Roundtree               | P        | Estados Unidos        | Panteras del Táchira                                    |
| 1976      | Ramón Rivero                  | P        | Venezuela             | Panteras del Táchira (2)                                |
| 1977      | Cruz Lairet                   | AP       | Venezuela             | Guaiqueríes de Margarita                                |
| 1978      | Roscoe Pondexter              | A        | Estados Unidos        | Colosos de Carabobo (2)                                 |
| 1979      | Tim Billingslea               | A        | Estados Unidos        | Banqueros de Aragua                                     |
| 1980      | Gerald Cunningham             | A        | Estados Unidos        | Guaiqueríes de Margarita (2)                            |
| 1981      | Lewis Linder                  | B        | Estados Unidos        | Guaiqueríes de Margarita (3)                            |
| 1982      | Chris Lockhart                | A        | Estados Unidos        | Taurinos de Aragua (2)                                  |
| 1983      | Sam Shepherd                  | B        | Estados Unidos        | Panteras de Lara                                        |
| 1984      | Michael Hackett               | AP       | Estados Unidos        | Guaiqueríes de Margarita (4)                            |
| 1985      | Michael Britt                 | A        | Estados Unidos        | Gaiteros del Zulia                                      |
| 1986      | Joe Dawson                    | A        | Estados Unidos        | Estudiantes de Caracas                                  |
| 1987      | Al Smith                      | A        | Estados Unidos        | Trotamundos de Carabobo                                 |
| 1988      | Al Smith (2)                  | A        | Estados Unidos        | Trotamundos de Carabobo (2)                             |
| 1989      | Al Smith (3)                  | A        | Estados Unidos        | Trotamundos de Carabobo (3)                             |
| 1990      | Carl Herrera                  | AP       | Venezuela             | Cardenales de Portuguesa                                |
| 1991      | Charles Bradley               | A        | Estados Unidos        | Marinos de Oriente                                      |
| 1992      | Antoine Joubert               | E        | Estados Unidos        | Panteras de Miranda                                     |
| 1993      | David Wesley                  | B        | Estados Unidos        | Trotamundos de Carabobo (4)                             |
| 1994      | Stanley Brundy                | A        | Estados Unidos        | Trotamundos de Carabobo (5)                             |
| 1995      | Andrew Moten                  | B        | Estados Unidos        | Marinos de Oriente (2)                                  |
| 1996      | Harold Keeling                | B        | Venezuela             | Toros de Aragua (3)                                     |
| 1997      | Víctor David Díaz             | A        | Venezuela             | Panteras de Miranda (2)                                 |
| 1998      | Leon Trimmingham              | AP       | Estados Unidos        | Marinos de Oriente (3)                                  |
| 1999      | Askia Jones                   | E        | Estados Unidos        | Guaiqueríes de Margarita (5)                            |
| 2000      | Ruben Nembhard                | E        | Estados Unidos        | Gaiteros del Zulia (2)                                  |
| 2001      | Víctor David Díaz (2)         | A        | Venezuela             | Panteras de Miranda (3)                                 |
| 2002      | Richard Lugo                  | P        | Venezuela             | Panteras de Miranda (4)                                 |
| 2003      | Ruben Nembhard (2)            | E        | Estados Unidos        | Gaiteros del Zulia (3)                                  |
| 2004      | Víctor David Díaz (3)         | A        | Venezuela             | Panteras de Miranda (5)                                 |
| 2005      | Aaron Harper                  | A        | Estados Unidos        | Gaiteros del Zulia (4)                                  |
| 2006      | Ruben Nembhard (3)            | E        | Estados Unidos        | Gaiteros del Zulia (5)                                  |
| 2007      | Tang Hamilton                 | AP       | Estados Unidos        | Guaros de Lara                                          |
| 2008      | Hernán Salcedo                | A        | Venezuela             | Gaiteros del Zulia (6)                                  |
| 2009      | Torraye Braggs                | AP       | Estados Unidos        | Guaros de Lara (2)                                      |
| 2010      | Ruben Nembhard (4)            | E        | Estados Unidos        | Gaiteros del Zulia (7)                                  |
| 2011      | Heissler Guillent             | B        | Venezuela             | Bucaneros de La Guaira                                  |
| 2012      | Carl Elliott                  | B        | Estados Unidos        | Cocodrilos de Caracas                                   |
| 2013      | Edward Santana                | AP       | República Dominicana  | Gaiteros del Zulia (8)                                  |
| 2014      | Aaron Harper (2)              | A        | Estados Unidos        | Marinos de Anzoátegui (4)                               |
| 2015      | Carl Elliott (2)              | B        | Estados Unidos        | Cocodrilos de Caracas (2)                               |
| 2015-16   | Axiers Sucre                  | AP       | Venezuela             | Gigantes de Guayana                                     |
| 2017      | Carlos Powell                 | A        | Estados Unidos        | Trotamundos de Carabobo (6)                             |
| 2018      | Trey Gilder                   | A        | Estados Unidos        | Panteras de Miranda (6)                                 |
| 2019      | Desierto                      | Desierto | Desierto              | Desierto                                                |
| 2020      | Pedro Chourio                 | B        | Venezuela             | Spartans Distrito Capital                               |
| 2021-I    | Gregory Vargas                | B        | Venezuela             | Cocodrilos de Caracas (3)                               |
| 2021-II   | Windi Graterol Jesús Martínez | P        | Venezuela · Venezuela | Spartans Distrito Capital (2) Gladiadores de Anzoátegui |
| 2022      | Garly Sojo                    | A        | Venezuela             | Broncos de Caracas                                      |
| 2023      | Heissler Guillent (2)         | B        | Venezuela             | Guaros de Lara (3)                                      |
| 2024      | Luis Montero                  | A        | República Dominicana  | Cocodrilos de Caracas (4)                               |
| 2025      | Luis Duarte                   | E        | Venezuela             | Gaiteros del Zulia (9)                                  |